# Apogonia floresiana
Apogonia floresiana är en skalbaggsart som beskrevs av Kobayashi 2008. Apogonia floresiana ingår i släktet Apogonia och familjen Melolonthidae. Inga underarter finns listade i Catalogue of Life.